# Boxning vid olympiska sommarspelen 2016
Boxning vid olympiska sommarspelen 2016 avgjordes mellan 6 och 21 augusti 2016 i Rio de Janeiro i Brasilien. Totalt 13 grenar fanns på programmet.

## Medaljsammanfattning
| Damernas grenar              | Guld                        | Silver                        | Brons                      | Brons                        |
| Flugvikt, 51kg Detaljer...   | Nicola Adams Storbritannien | Sarah Ourahmoune Frankrike    | Ren Cancan Kina            | Ingrit Valencia Colombia     |
| Lättvikt, 60kg Detaljer...   | Estelle Mossely Frankrike   | Yin Junhua Kina               | Mira Potkonen Finland      | Anastasia Beljakova Ryssland |
| Mellanvikt, 75kg Detaljer... | Claressa Shields USA        | Nouchka Fontijn Nederländerna | Dariga Shakimova Kazakstan | Li Qian Kina                 |

| Herrarnas grenar                  | Guld                             | Silver                         | Brons                         | Brons                                |
| Lätt flugvikt, 49kg Detaljer...   | Hasanboy Dusmatov Uzbekistan     | Yuberjén Martínez Colombia     | Joahnys Argilagos Kuba        | Nico Hernández USA                   |
| Flugvikt, 52kg Detaljer...        | Shahobiddin Zoirov Uzbekistan    | Misja Alojan Ryssland          | Yoel Segundo Finol Venezuela  | Hu Jianguan Kina                     |
| Bantamvikt, 56kg Detaljer...      | Robeisy Ramírez Kuba             | Shakur Stevenson USA           | Vladimir Nikitin Ryssland     | Murodjon Ahmadaliyev Uzbekistan      |
| Lättvikt, 60kg Detaljer...        | Robson Conceição Brasilien       | Sofiane Oumiha Frankrike       | Lázaro Álvarez Kuba           | Dorjnyambuugiin Otgondalai Mongoliet |
| Lätt weltervikt, 64kg Detaljer... | Fazliddin Gaibnazarov Uzbekistan | Lorenzo Sotomayor Azerbajdzjan | Vitaly Dunajtsev Ryssland     | Artem Harutyunyan Tyskland           |
| Weltervikt, 69kg Detaljer...      | Danijar Jeleussinov Kazakstan    | Shakhram Giyasov Uzbekistan    | Mohammed Rabii Marocko        | Souleymane Cissokho Frankrike        |
| Mellanvikt, 75kg Detaljer...      | Arlen López Kuba                 | Bektemir Melikuziev Uzbekistan | Misael Rodríguez Mexiko       | Kamran Sjachsuvarlij Azerbajdzjan    |
| Lätt tungvikt, 81kg Detaljer...   | Julio César La Cruz Kuba         | Adilbek Nijazymbetov Kazakstan | Mathieu Bauderlique Frankrike | Joshua Buatsi Storbritannien         |
| Tungvikt, 91kg Detaljer...        | Jevgenij Tisjtjenko Ryssland     | Vasilij Levit Kazakstan        | Rustam Tulaganov Uzbekistan   | Erislandy Savón Kuba                 |
| Supertungvikt, +91kg Detaljer...  | Tony Yoka Frankrike              | Joe Joyce Storbritannien       | Filip Hrgović Kroatien        | Ivan Dytjko Kazakstan                |

Denna tabell: visa • redigera

## Medaljtabell
| Pl.    | Nation         | Guld | Silver | Brons | Totalt |
| ------ | -------------- | ---- | ------ | ----- | ------ |
| 1      | Uzbekistan     | 3    | 2      | 2     | 7      |
| 2      | Kuba           | 3    | 0      | 3     | 6      |
| 3      | Frankrike      | 2    | 2      | 2     | 6      |
| 4      | Kazakstan      | 1    | 2      | 2     | 5      |
| 5      | Ryssland       | 1    | 1      | 3     | 5      |
| 6      | Storbritannien | 1    | 1      | 1     | 3      |
| 6      | USA            | 1    | 1      | 1     | 3      |
| 8      | Brasilien      | 1    | 0      | 0     | 1      |
| 9      | Kina           | 0    | 1      | 3     | 4      |
| 10     | Azerbajdzjan   | 0    | 1      | 1     | 2      |
| 10     | Colombia       | 0    | 1      | 1     | 2      |
| 12     | Nederländerna  | 0    | 1      | 0     | 1      |
| 13     | Kroatien       | 0    | 0      | 1     | 1      |
| 13     | Finland        | 0    | 0      | 1     | 1      |
| 13     | Tyskland       | 0    | 0      | 1     | 1      |
| 13     | Mexiko         | 0    | 0      | 1     | 1      |
| 13     | Mongoliet      | 0    | 0      | 1     | 1      |
| 13     | Marocko        | 0    | 0      | 1     | 1      |
| 13     | Venezuela      | 0    | 0      | 1     | 1      |
| Totalt | Totalt         | 13   | 13     | 26    | 52     |

### Fotnoter
1. ↑  ”Boxning” (på engelska). februari 2014. http://corporate.olympics.com.au/files/dmfile/Rio2016QualificationSystem-Boxing.pdf. Läst 22 januari 2016.
2. ↑  Boxing Women's Fly (48-51kg) (engelska)
3. ↑  Boxing Women's Light (57-60kg) (engelska)
4. ↑  Boxing Women's Middle (69-75kg) (engelska)
5. ↑  Boxing Men's Light Fly (46-49kg) (engelska)
6. ↑  Boxing Men's Fly (52kg) (engelska)
7. ↑  Boxing Men's Bantam (56kg) (engelska)
8. ↑  Boxing Men's Light (60 kg) (engelska)
9. ↑  Boxing Men's Light Welter (64kg) (engelska)
10. ↑  Boxing Men's Welter (69kg) (engelska)
11. ↑  Boxing Men's Middle (75kg) (engelska)
12. ↑  Boxing Men's Light Heavy (81kg) (engelska)
13. ↑  Boxing Men's Heavy (91kg) (engelska)
14. ↑  Boxing Men's Super Heavy (+91kg) (engelska)